# Sorex arunchi
Sorex arunchi är en däggdjursart som beskrevs av Lapini och Testone 1998. Sorex arunchi ingår i släktet Sorex och familjen näbbmöss. IUCN kategoriserar arten globalt som otillräckligt studerad. Inga underarter finns listade i Catalogue of Life.
Arten förekommer endemisk i provinsen Udine i nordöstra Italien. Kanske når den även angränsande områden av Slovenien. Sorex arunchi vistas i skogar i låglandet.